# Nicolas Nabokov
Nicolas Nabokov in russo Николай Дмитриевич Набоков (Lubcza, 17 aprile 1903 – 6 aprile 1978) è stato un compositore e scrittore russo naturalizzato statunitense nel 1939.

## Biografia
Nicolas Nabokov, cugino di primo grado di Vladimir Nabokov, nacque in una famiglia di proprietari terrieri nella città di Lubcza vicino a Minsk e venne istruito da istitutori privati. Nel 1918, dopo che la sua famiglia si spostò in  Crimea a seguito della rivoluzione bolscevica, iniziò a studiare musica con Vladimir Rebikov. Dopo aver vissuto per un breve periodo in Germania si trasferì a Parigi nel 1923, dove studiò alla Sorbona.
Nabokov è stato sposato cinque volte. Il primo matrimonio fu con la principessa russa Nathalie Shakhovskoy (1903–1988) e l'ultimo (1970–1978) con la fotografa francese Dominique Nabokov.
Ebbe tre figli: l'editore francese Ivan Nabokov,, Alexander Nabokov e l'antropologo Peter Nabokov. Tra i suoi amici più cari vi furono il filosofo Isaiah Berlin e il compositore Igor' Fëdorovič Stravinskij.
Dopo gli anni trascorsi a Parigi (1923–1932), nel 1933 si trasferì negli Stati Uniti dove fu insegnante di musica alla Barnes Foundation. Insegnò poi al Wells College di New York dal 1936 al 1941, per spostarsi poi al St. John's College in Maryland. Nel 1945, operò per lo U. S. Strategic Bombing Survey in Germania, su suggerimento di Wystan Hugh Auden, e rimase a lavorare come consulente culturale civile nella Germania occupata. Tornato negli Stati Uniti, insegnò al conservatorio Peabody dall'autunno del 1944 alla primavera del 1945, quindi, nel periodo 1950–51 fu direttore musicale dell'American Academy in Rome. Nel 1949 Nabokov presenziò alla conferenza stampa, a New York, del compositore sovietico Dmitri Shostakovich e umiliò pubblicamente Shostakovich che non era un libero cittadino ma rappresentava la posizione del governo di Iosif Stalin. Nel 1951 divenne segretario generale del nuovo Congress for Cultural Freedom (CCF), sostenuto dalla CIA, e vi rimase per più di quindici anni, organizzando festival musicali e culturali. Con lo scioglimento del CCF, nel 1967, Nabokov trovò una serie di lavori di insegnamento nelle università americane e nel 1970 divenne compositore residente all'Aspen Institute for Humanistic Studies, dove rimase fino al 1973. Sebbene fosse ben collegato socialmente, molto poca della sua musica era stata registrata fino al novembre 2010.
- l'opera principale Nabokov è il balletto-oratorio Ode, scritta per i Balletti russi di Serge Diaghilev, nel 1928, seguita dalla Lyrical Symphony nel 1931. L'ode è su versi di Mikhail Lomonosov "Вечернее размышление о Божием величестве", ballet-oratorio Paris 1928.[6]
- balletto Union Pacific, composto nel 1934 – la sua opera più nota.
- opera Rasputin's End (libretto di Stephen Spender) nel 1958
- balletto su  Don Chisciotte nel 1966.
- opera Love's Labour's Lost (libretto di Wystan Hugh Auden e Chester Kallman) composta nel 1971 e rappresentata nel 1973.